# Erico de Auxerre
Erico de Auxerre o Heiric d'Auxerre (841 - 876) fue un monje oblato en el monasterio benedictino de Saint-Germain de Auxerre (Auxerre, Borgoña, Francia) en el momento de la edificación de la nueva cripta por Conrad.
Erico comenzó su formación en el propio monasterio, con Servatus Lupus y Haymo de Auxerre o Haimón de Auxerre. 
Escribió los Miracula sancti Germani, sobre los milagros de San Germano, santo epónimo de su monasterio. En esta obra habla de la construcción de la cripta. Otras obras fueron sus Collectaeum, un homiliario (recopilación de homilías), y unas glosas a las Categoriae decem (Diez Categorías, un sumario latino del siglo IV de las Categorías de Aristóteles, atribuido erróneamente a San Agustín o tomado por la obra completa, y que fue una de las fuentes principales del pensamiento aristotélico disponibles en occidente en la Alta Edad Media, influyendo también en Juan Escoto Eriúgena, Alcuino y Fredegisus).
Heredero intelectual de Escoto Eriúgena, que había sido llamado por el rey Carlos el Calvo a su escuela palatina en 850, se considera a Erico el iniciador de la escuela de Auxerre, que continuó su discípulo Remigio de Auxerre hasta el año 935. Las glosas de Erico y Remigio fueron utilizadas en el siglo XII por Guillermo de Conches. Discípulo de Remigio sería Odón de Cluny, reformador del monasterio de Aurillac.
El precursor de la notación musical, Hucbaldo, fue monje de Auxerre de 860 a 872. Otro monje de Auxerre fue Abbon, gran viajero que llegó a abad del monasterio de Fleury-sur-Loire, uno de los primeros cluniacenses.

## Ediciones de sus obras
- Migne, Patrologia Latina, tomo 124, a consultar en Documenta Catholica Omnia.